# Lepus capensis
Lepus capensis е вид бозайник от семейство Зайцови (Leporidae).

## Разпространение
Видът е разпространен в Алжир, Бахрейн, Ботсвана, Буркина Фасо, Египет, Еритрея, Етиопия, Западна Сахара, Зимбабве, Йемен, Израел, Индия, Йордания, Ирак, Иран, Италия (Сардиния), Катар, Кения, Кипър, Кувейт, Лесото, Либия, Ливан, Мавритания, Мали, Мароко, Мозамбик, Намибия, Нигер, Обединени арабски емирства, Оман, Пакистан, Палестина, Саудитска Арабия, Свазиленд, Сенегал, Сирия, Танзания, Тунис, Уганда, Чад, Южен Судан и Южна Африка.